# Mannin Moar 1934
Mannin Moar 1934 je bila neprvenstvena dirka za Veliko nagrado v sezoni 1934. Odvijala se je 2. julija 1934 v Douglasu na britanskem otoku Man.

## Poročilo

### Pred dirko
Steza je bila za letošnjo dirko skrajšana. Najatraktivnejši dirkalnik na štartni listi je bil Alfa Romeo P3, ki ga je Noel Rees najel pri Ferrariju za Briana Lewisa, ob tem so bili prijavljeni tudi trije dirkalniki Alfa Romeo Monza, dva Rileya in štirje Bugattiji.

### Dirka
Na štartu dirke, ki je bil ob deseti uri dopoldne, je vodstvo prevzel favorit Lewis, ki mu je kot prvi sledil Tim Rose-Richards do odstopa v štirinajstem krogu zaradi okvare črpalka za vodo, nato je drugo mesto prevzel Freddie Dixon. Za njima so dirkali še Vasco Sameiro, Charles Dodson, Roy Eccles in Richard Shuttleworth. Eden za drugim so odstopili Sameiro zaradi odpovedi gredi, Dixon obese, Bugattijevi dirkalniki pa so imeli težave z zadnjim vpetjem, tako da so deset krogov pred koncem dirkali le še trije dirkači. Lewis je neogrožen zmagal s trominutno prednostjo pred Dodsonom, ki je imel še osemminutno prednost pred Cyrilom Paulom, zadnjim uvrščenim dirkačem. Toda zmaga vseeno ni bla tako lahka, saj je Lewis že v zgodnjem delu dirke izgubil eno prestavo.

## Rezultati

### Dirka
| Poz | Št | Dirkač                  | Moštvo                | Dirkalnik        | Krogi | Čas/Odstop      | Št. m. |
| --- | -- | ----------------------- | --------------------- | ---------------- | ----- | --------------- | ------ |
| 1   | 4  | Brian Lewis             | Fox and Nicholl       | Alfa Romeo P3    | 50    | 2:25,41         | 1      |
| 2   | 9  | Charles Dodson          | Privatnik             | Alfa Romeo Monza | 50    | + 3:24          | 6      |
| 3   | 8  | Cyril Paul              | F. W. Dixon           | Riley 2000/6     | 50    | + 11:32         | 11     |
| Ods | 3  | Roy Eccles              | Privatnik             | Bugatti T51      | 39    | Zadnje vpetje   | 8      |
| Ods | 12 | Vasco Sameiro           | Privatnik             | Alfa Romeo Monza | 38    | Gred            | 5      |
| Ods | 11 | Richard Shuttleworth    | Privatnik             | Bugatti T51      | 29    | Gred            | 7      |
| Ods | 7  | Freddie Dixon           | Riley Ltd.            | Riley 2000/6     | 20    | Obesa           | 2      |
| Ods | 10 | Hugh Hamilton           | Privatnik             | Alfa Romeo Monza | 16    | Izpuh           | 9      |
| Ods | 2  | Tim Rose-Richards       | Privatnik             | Bugatti T51      | 14    | Črpalka za vodo | 4      |
| Ods | 1  | Chris Staniland         | TASO Mathieson        | Bugatti T51      | 2     | Menjalnik       | 3      |
| DNS | 14 | Raymond Mays            | ERA Ltd.              | ERA A            |       | Umik            | 10     |
| DNS | 5  | Whitney Straight        | Whitney Straight Ltd. | Maserati 8CM     |       |                 |        |
| DNS | 6  | Rupert Featherstonhaugh | Privatnik             | Maserati 8CM     |       |                 |        |